# Katedra w Amiens
Katedra w Amiens (fr. Cathédrale Notre-Dame de Amiens) – gotycka katedra pod wezwaniem Najświętszej Marii Panny, w Amiens w Pikardii, we Francji.
Jest jedną z najwspanialszych budowli francuskiego gotyku. Została wzniesiona w latach 1220–1270. Katedra jest trójnawowa. Posiada trójnawowy transept, wydłużone prezbiterium, zakończone absydą, z obejściem i siedmioma promieniście rozmieszczonymi kaplicami. Środkowa, głębsza kaplica, poświęcona jest Matce Boskiej. Katedra posiada dwie wieże, a jej fasadę zdobią trzy portale, galeria królów z 22 posągami oraz wielka rozeta witrażowa.
Podłoga kościoła jest pokryta wzorami geometrycznymi wpisanymi w kwadraty. Znajdujący się tu kamienny, ponad dwustumetrowy labirynt wierni przemierzali na kolanach jako formę pokuty. Trasa wiedzie do centralnie umieszczonego ośmiokąta z wizerunkami trzech architektów i biskupa.
Katedra została odrestaurowana w latach 1849–1874.

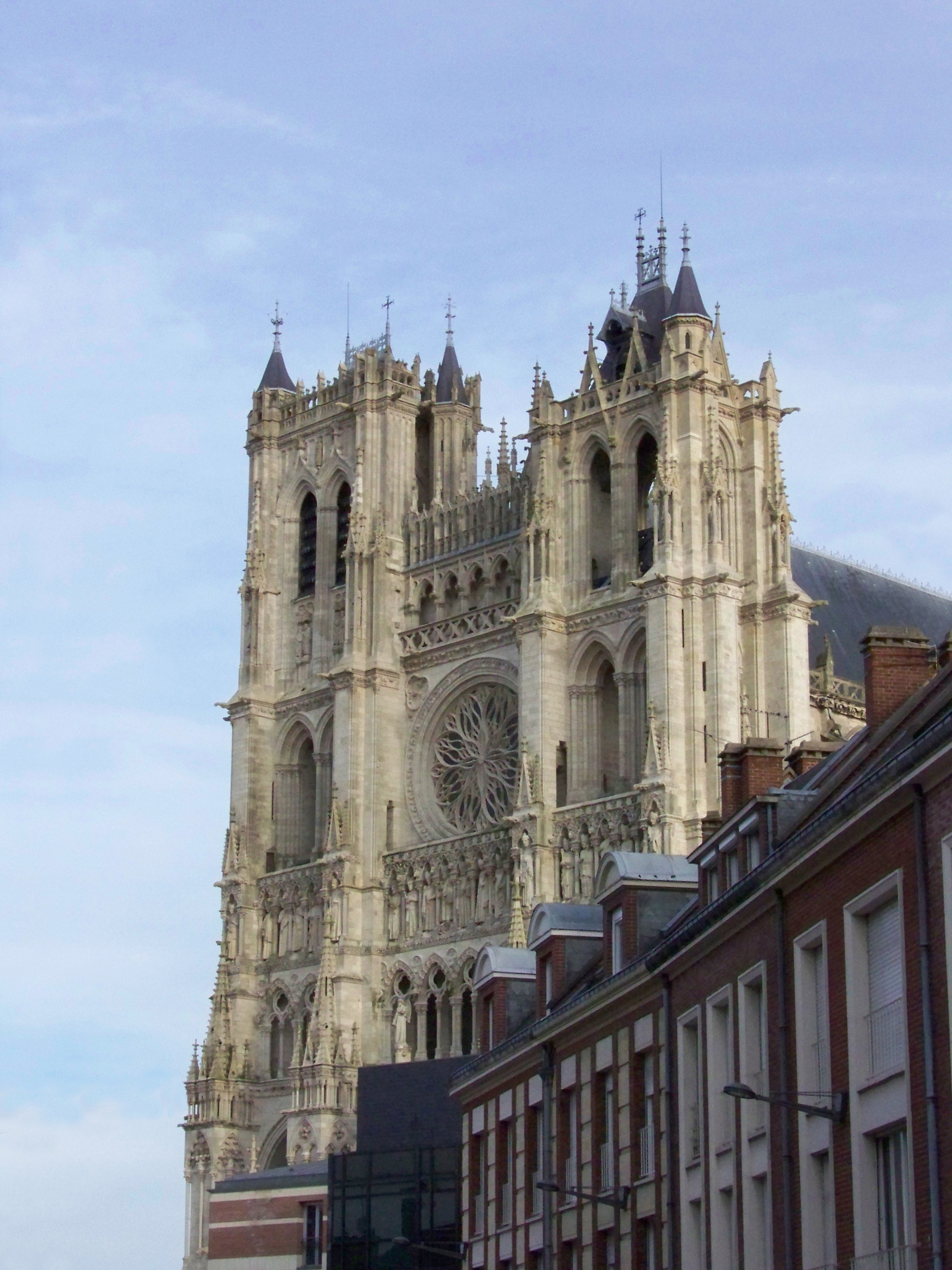
Widok na katedrę
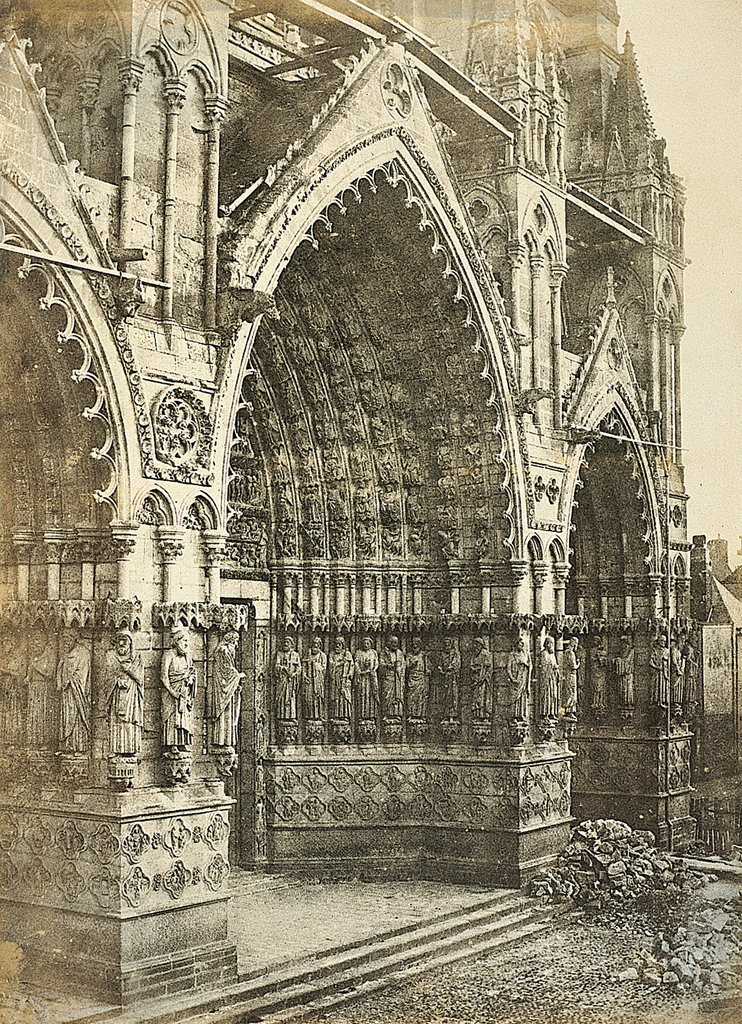
Katedra w 1852 roku